# Bitexco Financial Tower
Der Bitexco Financial Tower ist ein Wolkenkratzer im Stadtbezirk 1 von Ho-Chi-Minh-Stadt in Vietnam. Mit einer Höhe von 265,5 m war er bei seiner Fertigstellung 2010 das höchste Gebäude in Vietnam. 2011 musste der Bitexco Financial Tower diesen Titel an den Keangnam Hanoi Landmark Tower in Hanoi abgeben. Innerhalb Ho-Chi-Minhs nimmt der Turm heute noch den zweiten Platz ein, hinter dem 2018 eröffneten Landmark 81. In den ersten vier Stockwerken befindet sich ein frei zugängliches Einkaufszentrum und ein Kino. Im Erdgeschoss befinden sich außerdem die Aufzüge für das Skydeck. Im 1. Stock sind die Aufzüge des Cafés und des Restaurants.
Die Aussichtsetage Saigon Skydeck (49. Etage) ist täglich von 9:30 bis 21:30 für einen Eintrittspreis von 200.000 VND (ca. 7,20 €) zugänglich. Der Zugang zum Café (50. Etage), zum Restaurant (51. Etage) und zur Bar (52. Etage) ist teilweise frei. Die Plattform auf der 52. Etage dient als Hubschrauberlandeplatz.

## Weblinks

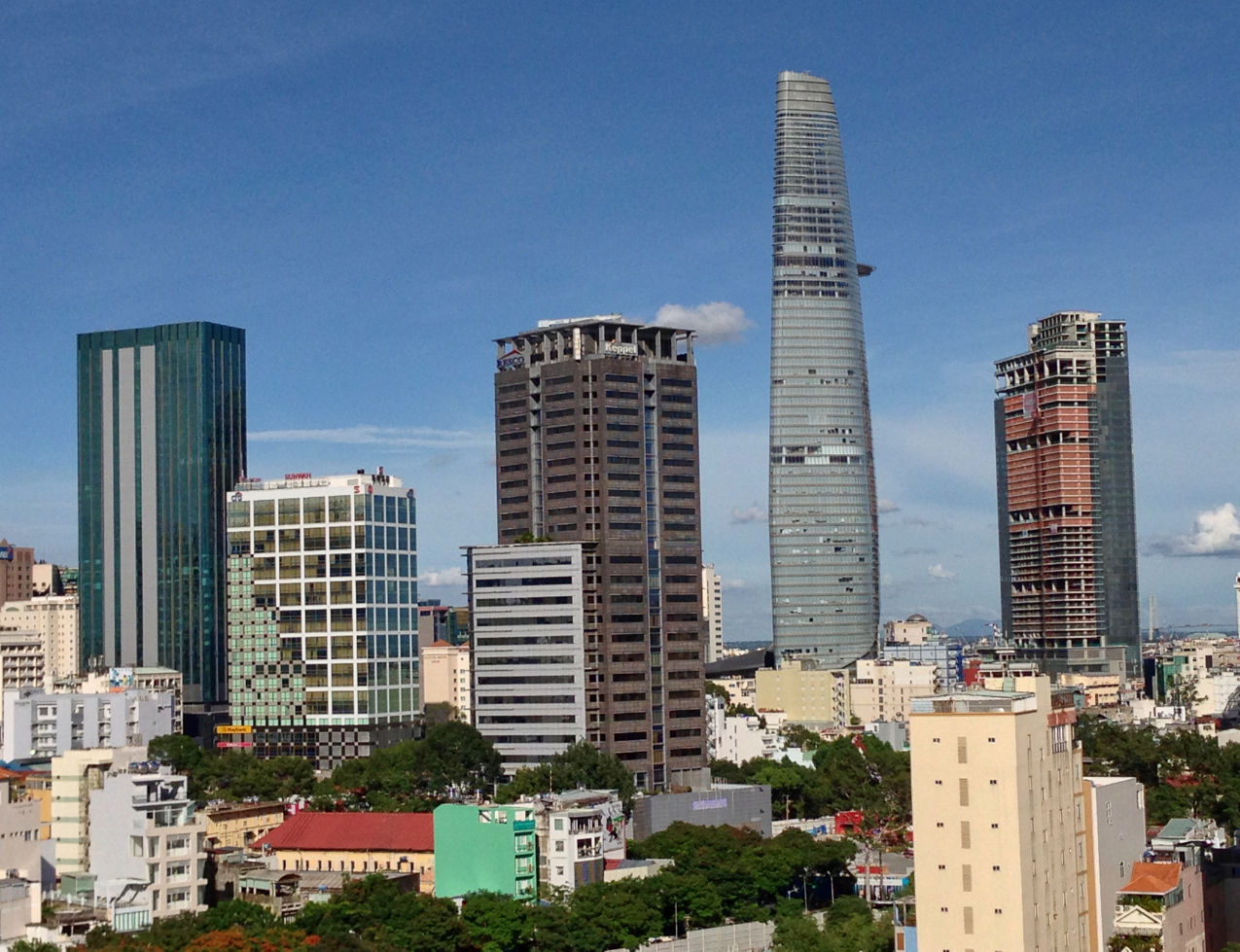
Weitere Hochhäuser um den Bitexco Financial Tower, 2013